# 도미우라역 (홋카이도)
도미우라역(일본어: 富浦駅)은 일본 홋카이도 노보리베쓰시에 위치한 홋카이도 여객철도 무로란 본선의 철도역이다. 역 번호는 H29이며, 상대식 승강장 2면 2선의 구조를 갖춘 지상역이다.

## 역 주변
- 이부리추오 어업 협동조합 노보리베쓰 지소

## 역사
- 1953년 12월 20일 : 일본국유철도의 역으로서 개업. 여객 취급만.
- 1987년 4월 1일 : 일본국유철도 분할 민영화에 의해, 홋카이도 여객철도가 승계.

## 인접 역
| 홋카이도 여객철도 무로란 본선 | 홋카이도 여객철도 무로란 본선 | 홋카이도 여객철도 무로란 본선   |
| ----------------------------- | ----------------------------- | ------------------------------- |
| H 30 호로베쓰 오샤만베 방면   | ■ 무로란 본선                 | 노보리베쓰 H 28 도마코마이 방면 |